# Pachyramphus minor
El anambé gorgirrosa o cabezón golirrosado (Pachyramphus minor), es una especie de ave paseriforme perteneciente a la familia Tityridae. Este género ha sido emplazado tradicionalmente en la familia Cotingidae o Tyrannidae, pero serias evidencias sugieren que su mejor lugar es Tityridae, donde ahora la emplaza la SACC. 

## Distribución y hábitat
Se encuentran en Bolivia, Brasil, Colombia, Ecuador, Guayana Francesa, Guyana, Perú, Surinam, y Venezuela. Su hábitat natural son los bosques húmedos de las tierras bajas.